# Registrierte Kosaken der Russischen Föderation
Registrierte Kosaken der Russischen Föderation (russisch Реестровое казачество Российской Федерации) sind Kosaken in paramilitärischer Formationen, die größtenteils ehrenamtlich für öffentliche Träger sowie staatliche Organisationen und Einrichtungen auf der Grundlage des Bundesgesetzes der Russischen Föderation vom 5. Dezember 2005 № 154-FZ Über die staatlichen Dienste der russischen Kosaken in Russland tätig sind bzw. eingesetzt werden.

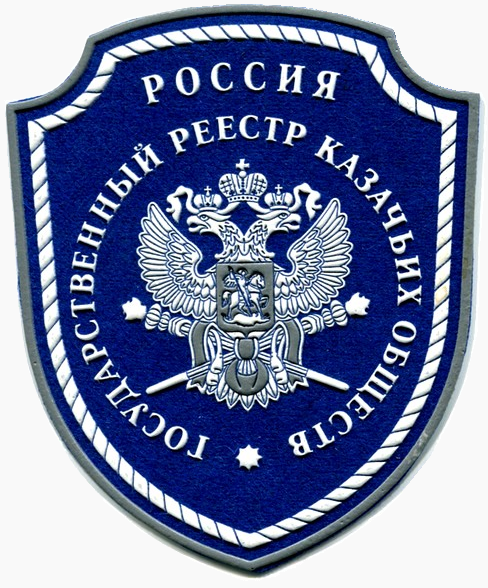
Das Emblem der registrierten Kosaken Russlands

In Friedenszeiten werden die registrierten Kosaken für die folgenden Tätigkeiten und Funktionen herangezogen:
- Erhaltung, Schutz und Wiederherstellung von Wäldern;
- patriotische Erziehung junger Menschen und ihre Vorbereitung auf den Wehrdienst;
- Hilfe bei Naturkatastrophen, Unfällen, Katastrophen und anderen Notfällen;
- Löschen von Waldbränden und anderem Feuer;
- Schutz der öffentlichen Ordnung;
- Grenzschutz und Sicherung der Staatsgrenze;
- Schutz in den Kommunen und in den kommunalen Einrichtungen und Organisationen;
- in einigen Regionen Betrieb einer Stadtpolizei (einschließlich Spezialeinheiten «Kobra»), in denen zahlreiche Kosaken für die öffentliche Sicherheit sorgen.

Registrierte Kosaken üben eine Ersatzfunktion im Namen des Innenministeriums und des Ministeriums für Katastrophenschutz der Russischen Föderation aus. Sie kompensieren so den Mangel an ausgebildetem Personal in den Sicherheitsstrukturen des Landes und durch ihr freiwilliges ehrenamtliches Engagement tragen sie zu Einsparungen für den Staatshaushalt bei.
Derzeit hat die Russische Föderation 11 Registrierte-Kosaken-Verbände. Den registrierten Kosaken gewährt der Staat gewisse Privilegien in der russischen Gesellschaft. Die Kosaken haben des Weiteren militärische Ränge und bekommen ähnlich wie in anderen staatlichen Institutionen entsprechende Orden und Auszeichnungen. An seiner Uniform trägt der registrierte Kosake, neben den Dienstgrad-Insignien, Orden und Ehrenzeichen, einen Kantschu (Riemenpeitsche), ein Schwert und einen Dolch sowie in bestimmten Fällen auch Schusswaffen.
Die Kosakenverbände sehen sich als Rechtsnachfolger der ehemaligen Kosaken des zaristischen Russlands und als ihren neuen Jessaul den dafür bevollmächtigten Vertreter des Präsidenten (Befehlshaber für die Kosaken), in dem Rang eines Kosaken-Generals und den Präsidenten der Russischen Föderation. In Russland soll es bis zu 10 Millionen Kosaken geben, und den Registrierte-Kosaken-Verbänden gehören etwa 740.000 Personen an, von denen etwa 600.000 auch Grenzsicherungsaufgaben ausüben. Bei der russischen Volkszählung 2010 bezeichneten sich aber nur etwa 67.000 Menschen selbst als Kosaken.

## Liste der registrierten Kosakeneinheiten
| Wappen der Einheit (Abzeichen der Einheiten) | Name der Einheit                                     | Gestaltung der Alltags-Uniformen | Standort und Sitz der Einheit | Gesetzesgrundlage                                                                                 |
|                                              | Wolga-Kosaken (Волжское казачье войско)              |                                  | Hauptquartier und Standort der Einheit in der Stadt Samara 53,18596° N, 50,11249° O (www.kazak-volga.ru) – offizielle Webpräsenz der Einheiten              | Order des Präsidenten der Russischen Föderation vom 11. Juni 1996 № 308-p auf lawmix.ru           |
|                                              | Sibirisches Kosakenheer (Сибирское казачье войско)   |                                  | Hauptquartier und Standort der Einheit in der Stadt Omsk 55,00951° N, 73,3387° O (www.skv-vko.narod.ru) – offizielle Webpräsenz der Einheiten               | Dekret vom Präsidenten der Russischen Föderation vom 12. Februar 1997 Nummer 95 auf bestpravo.com |
|                                              | Trans-Baikal-Kosaken (Забайкальское казачье войско)  |                                  | Hauptquartier und Standort der Einheit in der Stadt Tschita 52,02844° N, 113,50833° O offizielle Webpräsenz der Einheiten auf kazakirossii.ru               | Dekret vom Präsidenten der Russischen Föderation vom 12. Februar 1997 Nummer 96 auf bestpravo.com |
|                                              | Terek-Kosaken (Терское казачье войско)               |                                  | Hauptquartier und Standort der Einheit in der Stadt Stawropol 45,0562° N, 41,99822° O (www.terkv.ru) – offizielle Webpräsenz der Einheiten                  | Dekret vom Präsidenten der Russischen Föderation vom 12. Februar 1997 Nummer 97                   |
|                                              | Ussurisches Kosakenheer (Уссурийское казачье войско) |                                  | Hauptquartier und Standort der Einheit in der Stadt Wladiwostok 43,11562° N, 131,88316° O (www.kazaki-ukv.ru) – offizielle Webpräsenz der Einheiten         | Dekret vom Präsidenten der Russischen Föderation vom 17. Juni 1997 № 611                          |
|                                              | Don-Kosaken (Всевеликое войско Донское)              |                                  | Hauptquartier und Standort der Einheit in der Stadt Nowotscherkassk 47,42103° N, 40,09358° O (www.russiancossacks.ru) – offizielle Webpräsenz der Einheiten | Dekret vom Präsidenten der Russischen Föderation vom 17. Juni 1997 № 612 auf bestpravo.com        |
|                                              | Jenissei-Kosaken (Енисейское казачье войско)         |                                  | Hauptquartier und Standort der Einheit in der Stadt Krasnojarsk 56,0473° N, 92,93824° O (www.eniseycossacks.ru) – offizielle Webpräsenz der Einheiten       | Dekret vom Präsidenten der Russischen Föderation vom 17. Juni 1997 № 613 auf bestpravo.com        |
|                                              | Orenburger Kosakenheer (Оренбургское казачье войско) |                                  | Hauptquartier und Standort der Einheit in der Stadt Orenburg 51,78558° N, 55,07787° O (www.ataman-ovko.ru) – offizielle Webpräsenz der Einheiten            | Präsidenten-Dekret der Russischen Föderation vom 29. März 1998 № 308 auf bestpravo                |
|                                              | Kuban-Kosaken (Кубанское казачье войско)             |                                  | Hauptquartier und Standort der Einheit in der Stadt Krasnodar 45,01749° N, 38,96603° O (www.slavakubani.ru) – Webpräsenz der Einheit                        | Dekret vom Präsidenten der Russischen Föderation vom 24. April 1998 № 448 auf bestpravo.com       |
|                                              | Irkutsk-Kosaken (Иркутское казачье войско)           |                                  | Hauptquartier und Standort der Einheit in der Stadt Irkutsk 52,29022° N, 104,28043° O (www.irkv.ru) – offizielle Webpräsenz der Einheiten                   | Dekret vom Präsidenten der Russischen Föderation vom 4. Mai 1998 № 489 auf bestpravo.com          |
|                                              | Zentral-Kosaken (Центральное казачье войско)         |                                  | Hauptquartier und Standort der Einheit in der Stadt Moskau 55,73493° N, 37,40989° O (www.ckwrf.ru) – offizielle Webpräsenz der Einheiten                    | Dekret vom Präsidenten der Russischen Föderation vom 3. Mai 2007 № 574 auf bestpravo.com          |